# صموئيل دانا بيل
صموئيل دانا بيل (بالإنجليزية: Samuel Dana Bell)‏ هو محامي وقاضي وسياسي أمريكي، ولد في 9 أكتوبر 1798 في فرانسيستاون في الولايات المتحدة، وتوفي في 31 يوليو 1868 في مانشستر في الولايات المتحدة.